# Molnár Vince (orvos)
Molnár Vince (Nyárádszentanna, 1926. november 25. – 2006. március 23.) erdélyi magyar orvos, az igazságügyi orvostan kutatója és előadója, egyetemi tanár, képzőművész.

## Életpályája
Középiskolát a Református Kollégiumban végzett Marosvásárhelyt (1947), ugyanitt az OGYI-ban szerzett orvosi érdemdiplomát (1953). Itt kezdte pályáját az igazságügyi orvostani tanszéken; 1958-tól a Bukaresti Minovici Igazságügyi Orvostani Intézet fiókjának bio-kriminalisztikai laboratóriumában is dolgozott. Az orvostudományok doktora (1968), a Román Orvostudományi Akadémia, a Legfelső Igazságügyi Orvosi Szakértői Bizottság tagja. 1983-tól előadótanár, laboratóriumi vezető főorvos. Húsz éven át a Népi Egyetem "Társadalmi élet és orvostudomány" c. szakkörét vezette. A helyi Műkedvelő Képzőművészeti Kör tagjaként több kiállításon szerepelt. Szülőfalujában 2004 júliusában a Nyárádszeredai Napok nyitányaként Molnár Vince és Kiss Ármánd Zoltán képeiből rendeztek festészeti tárlatot a református parókia épületében.
Az igazságügyi-orvosi genetika és alkohológia területén az ujjlenyomatok öröklésmenetét, a krónikus betegségekre való örökletes fogékonyságot vizsgálja, foglalkoztatják az öngyilkosság kérdései. Szakközleményei hazai szaklapokban (Revista Medicală – Orvosi Szemle, Problemele de medicină legală şi criminalistică), valamint külföldi szaklapok (Acta Morphologica Academiae Scientiarum Hungaricae, Dermatoglyphics news Bulletin) hasábjain jelentek meg. Társszerzője a Medicină legală (1966) c. kézikönyvnek, egy-egy fejezetet írt a Pop-Anghelescu-féle Tratat practic de criminalistică 1978-as II. és 1982-es III. kötetébe. Ismeretterjesztő cikksorozatai jelentek meg a helyi Vörös Zászlóban Egy törvényszéki orvos naplójából és az Új Életben Törvényszéki orvosi szemmel címmel.

## Kötetei
- Törvényszéki orvostani jegyzet (társszerzésben, kőnyomatos, Marosvásárhely, 1954);
- Törvényszéki orvostan I-III (társszerzésben, kőnyomatos jegyzet, Kolozsvár, 1960);
- Humángenetika a gyakorlatban (tudománynépszerűsítő, Kolozsvár, 1984).